# بخش بورلینگتون (شهرستان لیکینگ، اوهایو)
بخش بورلینگتون (به انگلیسی: Burlington Township) یک منطقهٔ مسکونی در ایالات متحده آمریکا است که در شهرستان لیکینگ، اوهایو واقع شده‌است.
 بخش بورلینگتون ۶۶٫۲ کیلومتر مربع مساحت و ۱٬۲۲۳ نفر جمعیت دارد و ۲۹۵ متر بالاتر از سطح دریا واقع شده‌است.